# Broken World
"Broken World" är en låt av det svenska punkrockbandet Millencolin. Den finns med på deras sjunde studioalbum Machine 15, men utgavs också som singel den 28 mars 2008. CD-versionen var ursprungligen en promosingel och var inte till salu. Senare släpptes singeln digitalt exklusivt för Itunes med b-sidorna "Broken World" (live) och "Detox" (live).

## Låtlista
1. "Broken World"
2. "Broken World" (live)
3. "Detox" (live)